# Buczyniec (osada)
Buczyniec (niem. Buchwalde) – osada w Polsce położona w województwie warmińsko-mazurskim, w powiecie elbląskim, w gminie Pasłęk.
Wieś okręgu szpitalnego Elbląga w XVII i XVIII wieku.
W latach 1975–1998 miejscowość administracyjnie należała do województwa elbląskiego.